# Lodranita
|  | No s'ha de confondre amb el mineral lorandita.. |

Les lodranites són un petit grup de meteorits de la classe de les acondrites primitives, que consisteixen en ferro meteòric i minerals silicats, en què l'olivina i el piroxè constitueixen la major part d'aquests minerals silicats. Com totes les acondrites primitives, les lodranites comparteixen semblances amb les condrites i les acondrites.

## Història
El grup de les lodranites porta el nom de la localitat de Lodhran, al Pakistan, a on va caure l'espècimen tipus l'1 d'octubre de 1868, a les 14:00. Els testimonis oculars de la caiguda van informar d'un fort cop acompanyat d'un núvol de pols en ascens a l'est de la ciutat, que va conduir al descobriment i recuperació del meteorit. El "meteorit de Lodran" va ser descrit per primera vegada per Gustav Tschermak von Seysenegg l'any 1870. Va descriure que el meteorit "a part del níquel-ferro, són uns agregats d'olivina-bronzita d'un gènere tan excepcional que mai no s'ha trobat en un meteorit abans, només semblant a la peridotita terrestre". George Thurland Prior va ser el primer a classificar el meteor de Lodhran com l'únic membre del grup. També va veure similituds similars amb les ureilites.

## Cos progenitor
Les lodranites i les acapulcoites comparteixen el mateix cos progenitor, que probablement era similar a un asteroide tipus S. Les lodranites tenen els grans més gruixuts i generen temperatures més altes amb mètodes isotòpics i, per tant, es creuen que provenen d'una majors profunditat dins del cos progenitor.
El camí de refredament del cos primari es pot reconstruir mitjançant la datació radiomètrica. El sistema Hf-W en piroxens amb alt contingut de calci té una temperatura de tancament entre 975 i 1025 °C. El cos progenitor es va refredar sota aquesta temperatura entre 4563.1 i 4562.6 milions d'anys enrere. Això significa que el cos primari es va acréixer entre 1,5 i 2 milions d'anys després de la formació de CAI.